# Radvanovce
Radvanovce est un village de Slovaquie situé dans la région de Prešov.

## Histoire
Première mention écrite du village en 1349.

## Démographie

### Évolution de la population
| Année:               | 1994. | 2004.   | 2014.    | 2024.   |
| -------------------- | ----- | ------- | -------- | ------- |
| Nombre de personnes: | 176   | 190     | 211      | 213     |
| Différence:          |       | +7,95 % | +11,05 % | +0,94 % |

| Année:               | 2023. | 2024.   |
| -------------------- | ----- | ------- |
| Nombre de personnes: | 215   | 213     |
| Différence:          |       | -0,93 % |